# Pseudocalliergon trifarium
Pseudocalliergon trifarium är en bladmossart som beskrevs av Leopold Loeske 1907. Pseudocalliergon trifarium ingår i släktet Pseudocalliergon och familjen Amblystegiaceae. Inga underarter finns listade i Catalogue of Life.